# Битва при Адрианополе (1361)
Битва у Адрианополя — одно из сражений, произошедших весной 1361 года (точная дата неизвестна) и сыгравших решающую роль в судьбе поздней Византийской империи. 

## Предыстория
Византийский император Иоанн VI Кантакузин во внешней политике в борьбе с османами и сербами Кантакузин опирался на эгейских турок эмира Орхана. Орханские турки сами начали селиться во Фракии, где беспощадно грабили греческое крестьянство, превратив подступы к Константинополю в «скифскую пустыню», о чём написал и сам император.
Захват Галлиполи в 1354 году послужил началом первой завоевательной кампании турок-османов в Европе. К 1357 году турки, которых возглавил Сулейман-паша Гази (сын правителя османов Орхана), захватили практически все разрушенные в результате землетрясения крепости Южной Фракии, закрепившись по линии Ипсала-Кешан-Малкара-Хайраболу-Чорлу-Текирдаг. Далее, после смерти Сулеймана, наступил 2-х летний период затишья. В захваченные регионы прибывали турецкие поселенцы из Малой Азии. В случае нехватки последних крепости разрушались до основания с целью избежать восстаний неверных в тылу. Наконец, собравшись с новыми силами в 1359 году, брат Сулеймана Мурад, собрал войско и возобновил натиск на византийские земли. На западе Хаджи-Ильбек стоял в долине реки Марица, изолировав таким образом город Димотика — некогда важный византийский центр Фракии, защищавший Адрианополь с юга. Эвренос расположился в горах у Кешана, угрожая Ипсале. На востоке султан захватил все более или менее важные крепости вдоль дороги на Константинополь и устроил военный лагерь в Люлебургазе (Бургусе) в 55 км к юго-востоку от Адрианополя. 

## Ход сражения
К самому городу, у которого собрались византийские силы Мурад послал часть войска, которое возглавил Лала-Кахин. Византийцы попытались отбросить противника, начав сражение за пределами крепости у Сазлу-дере, но потерпели поражение и вынуждены были искать укрытия в городе, который окружил Лала-Кахин. Узнав о благоприятном исходе битвы, султан и его командиры поспешили на помощь, готовясь к началу осады. Но испуганные горожане капитулировали, открыв ворота туркам. Дело в том что турки обычно не трогали жителей и имущество добровольно сдавшихся населённых пунктов. Но расправа с теми кто сопротивлялся была крайне жестокой, вплоть до убийства или продажи всех пленников в рабство. Воспользовавшись весенним половодьем на реке Марице, византийский губернатор вместе со свитой спешно сел на судно и отбыл в Константинополь.

## Результаты
После капитуляции самого города в руки турок-османов попала важнейшая артерия Балкан — Эгнатиева дорога, открывшая путь к дальнейшему завоеванию Балкан. Византия лишилась своей последней сколько-нибудь значительной провинции — Фракии, которую начали активно заселять тюркоязычные мусульмане. Константинополь оказался полностью отрезан от внешнего мира и начал испытывать серьёзную нехватку продовольствия вплоть до своего падения в 1453 году. Сам Адрианополь был переименован в Эдирне; в него из Пруссы, захваченной ещё в 1326 году, переместилась столица Османской империи.
Примечательно, что захват Адрианополя, несмотря на кажущуюся эпохальность этого события, не нашёл отражения в византийских летописях даже таких известных хронистов, как Иоанн Кантакузин и Димитрий Кидонис. Впрочем, первый, возможно, просто чувствовал свою личную вину в произошедшем, а второй всегда отличался довольно общим взглядом на происходящее. Поэтому долгое время дата события была спорной (в пределах между 1361 и 1371 гг.) Известно, что вести о захвате города достигли Венеции 14 марта 1361 года. По признанию ряда историков, наиболее правдоподобный очерк о захвате Адрианополя написал османский хронист Ашикпашазаде, хотя он не только не являлся очевидцем событий, но и родился гораздо позже (в 1400 г.)
Известно что после захвата Адрианополя турки разрушили практически всю систему местной православной церкви, а также экспроприировали практически всё её имущество. Хотя добровольно сдавшимся православным было позволено остаться жить в городе, по состоянию на 1389 год в Адрианополе по-прежнему не было митрополита, так как турки препятствовали его назначению или приезду.